# Lac du Pain de Sucre
Lac du Pain de Sucre är en sjö i Kanada.   Den ligger i regionen Mauricie och provinsen Québec, i den sydöstra delen av landet, 270 km norr om huvudstaden Ottawa. Lac du Pain de Sucre ligger 395 meter över havet. Arean är 4,3 kvadratkilometer. Den sträcker sig 5,7 kilometer i nord-sydlig riktning, och 7,2 kilometer i öst-västlig riktning.
I omgivningarna runt Lac du Pain de Sucre växer i huvudsak blandskog. Trakten runt Lac du Pain de Sucre är nära nog obefolkad, med mindre än två invånare per kvadratkilometer.